# Speechwriter
Lo speechwriter (lett. scrittori di discorsi) è una persona formata e specializzata nel preparare e/o rielaborare discorsi, per poi essere pronunciati da terzi. Gli speechwriters  sono quasi sempre persone che lavorano presso coloro che occupano cariche a livelli di una certa elevazione sia in sistemi di governo che nel settore privato. Lo scopo di tale forma di impiego è quella di fornire a coloro i quali beneficiano dello speechwriter di avere un testo che possa essere utilizzato in occasioni sociali (formali e non) utilizzando un lessico adatto al discorso, ricercato e corretto. Il fine è di fornire a chi ne ascolta una spiegazione corretta, argomentata e appropriata della tematica del discorso.